# セオドア・ホワイト
セオドア・ハロルド・ホワイト（Theodore Harold White, 1915年5月6日 - 1986年5月15日）はアメリカ合衆国の政治ジャーナリスト、歴史家、小説家である。第二次世界大戦中の中国における戦時レポートおよび1960年、1964年、1968年、1972年、1980年のアメリカ合衆国大統領選挙のレポートで有名。

## 経歴
1915年5月15日、マサチューセッツ州ボストン近郊ドーチェスターにおいて、法律家のデヴィッド・ホワイトの息子として生まれる。1934年、ハーヴァード大学への奨学金を手にし、1938年に同大学を首席で卒業。専攻は中国史および中国研究で、中国史学者のジョン・キング・フェアバンクの最初の学生であった。また同大では、ジョセフ・P・ケネディ・ジュニアと同窓であった。
卒業後、中華民国の臨時首都であった重慶に滞在し、国民政府のプロパガンダ部門のアドバイザーを務めたのちフリーランスのジャーナリストとなる。後に『タイム』誌の創刊者であるヘンリー・ルースに雇われ、タイム誌の中国特派員となり、戦時報道に携わる。後に、タイム誌特派員の職を辞した上で帰国し、戦時中国に関するベストセラー『Thunder Out of China』をAnnalee Jacoby（同僚だった中国特派員Mel Jacobyの未亡人）とともに共同執筆、国民政府の腐敗と中国共産党の台頭を克明に記した。
その後、Overseas News Agency （1948年-1950年）およびThe Reporter（1950年-1953年）のヨーロッパ特派員を務めた。1956年、戦時中国の滞在経験を活かして小説『The Moutain Road』を著し、中国戦線における日本軍の攻勢からの米軍の撤退の模様を描いた。この小説は、1960年に映画化（ジェームズ・ステュアート主演）されている。

## Making of the President シリーズ
1960年代に入ると、『The Making of the President』シリーズを刊行、1960年、1964年、1968年、1972年のアメリカ大統領選挙を分析した。特に、1960年のジョン・F・ケネディ対リチャード・ニクソンの大統領選挙を扱った『The Making of the President, 1960』はベストセラーとなり、1962年のピューリッツァー賞 一般ノンフィクション部門を受賞した。
1963年のケネディ大統領暗殺事件に際しては、『ライフ』誌に対してエッセイを寄稿した。
1975年にはウォーターゲート事件とそれに伴うニクソン辞任について迫った『Breach of Faith: The Fall of Richard Nixon』を出版。1980年の大統領選に際しては、ロナルド・レーガン対ジミー・カーターの大統領選だけにとどまらず1956年来の四半世紀に渡る大統領選に関しても振り返った『America In Search of Itself: The Making of President, 1956-80』を著した。『The Making of the President』シリーズ最後となる『The Making of the President, 1984』は、ロナルド・レーガンに関する1984年11月『タイム』誌特別号に掲載された。

## 主な著作
- Thunder Out of China (1946) Da Capo, 1980 ISBN 0306801280, READ BOOKS 2007 ISBN 9781406773484
- Fire in the Ashes, (1953) Sloane (1968) ASIN B00125S5FY
- The Mountain Road, Sloane (1958), Eastbridge (2006) ISBN 9781599880006
- The Making of the President, 1960 (1961), Haper Perennial (2009) ISBN 978-0061900600
  - 『大統領になる方法』小野瀬嘉慈・渡辺恒雄訳、弘文堂（上下）、1964年。のち改訂版『大統領への道』
- The Making of the President, 1964 (1965), Haper Perennial (2010) ISBN 0061900613
- The Making of the President, 1968 (1969), Haper Perennial (2010) ISBN 978-0061900648
- The Making of the President, 1972 (1973), Haper Perennial (2010) ISBN 0061900672
- Breach of Faith: The Fall of RIchard Nixon, Atheneum Publishers (1975), Dell (1986) ISBN 9780440307808
- In Search of History: A Personal Adventure, Harper & Row (1978) ISBN 9780060145996, Warner Books (1990) ISBN 9780446346573
  - 『歴史の探求　個人的冒険の回想』堀たお子訳、サイマル出版会（上下）、1981年
- America in Search of Itself: The Making of the President, 1956-1980, Haper & Row (1982) ISBN 9780060390075, Warner Books Incorporated (1988) ISBN 9780446370981
- Theodore H. White at large: the best of his magazine writing, 1939-1986, Pantheon Books (1992) ISBN 9780679416357